# سیگل (آیداهو)
سیگل (به انگلیسی: Sagle) یک منطقهٔ مسکونی در ایالات متحده آمریکا است که در شهرستان بونر، آیداهو واقع شده‌است. سیگل ۶۵۵٫۰۲ متر بالاتر از سطح دریا واقع شده‌است.